# タイム・マシン (小説)

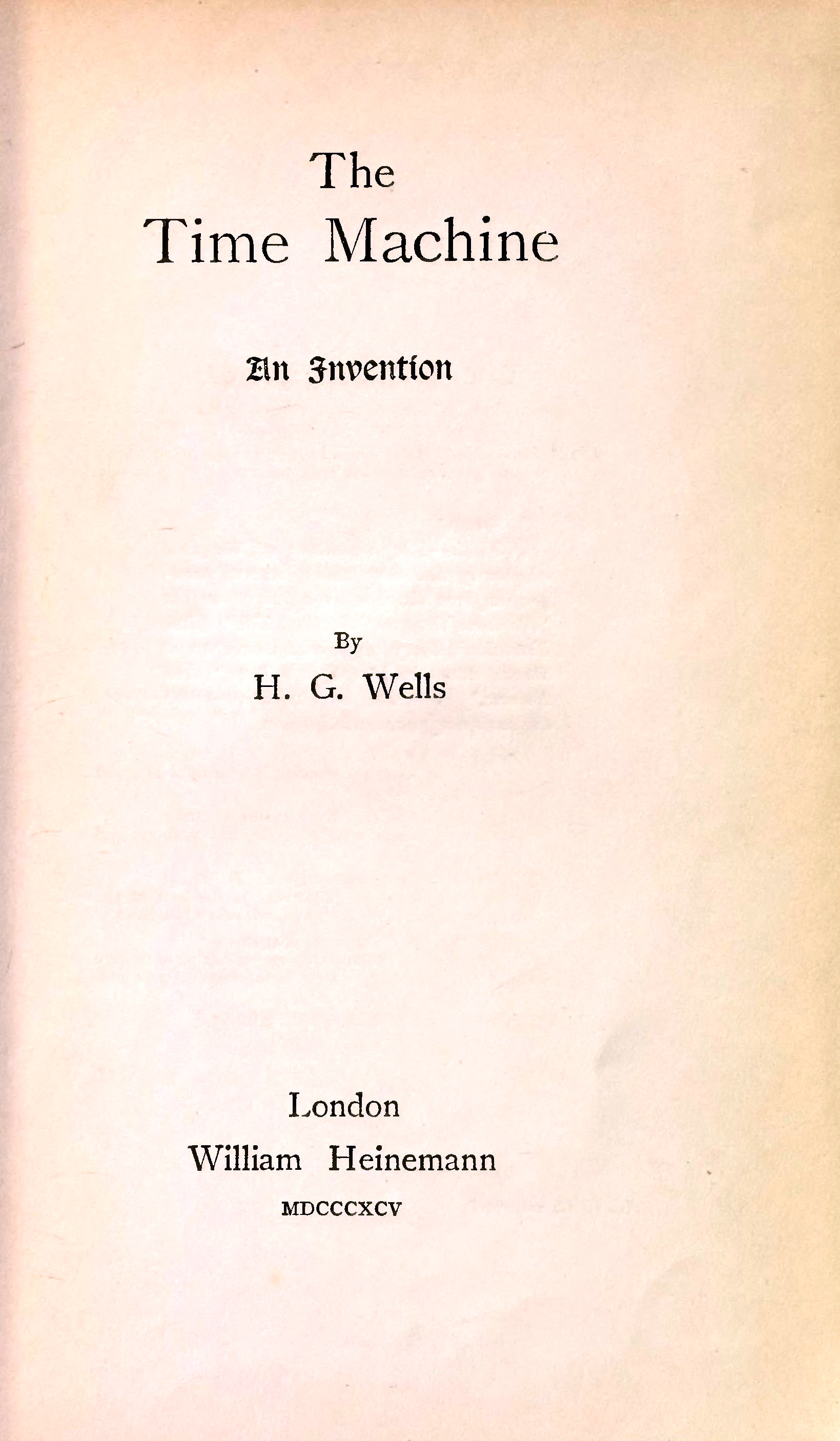

『タイム・マシン』（The Time Machine）は、イギリスの小説家H・G・ウェルズにより、1895年に発表されたSF小説。同名で2回にわたり映画化されている。操縦者の意思と選択によって時間旅行を行う乗り物であるタイムマシンを導入した初期の作品として、本作は高く評価されている。
ウェルズは本作以前にも、『時の探検家たち』（The Chronic Argonauts）と題された未出版の物語で、時間旅行の概念について考察していた。最初ウェルズはこの読物を『ペル・メル・ガゼット』紙の連載記事に用いようと考えていたが、『ニュー・レビュー』誌がこの題材を扱った連載小説を執筆するようウェルズに持ちかけ、ウェルズはその提案を快諾した。1895年には本書の出版に対し、100ポンドがウェルズに支払われた。『タイム・マシン』は1894年から1895年にかけて、『ニュー・レビュー』誌に連載読物として掲載された。
日本では1913年（大正2年）、『八十万年後の社会』の題名で黒岩涙香が『萬朝報』に連載した。涙香は連載の予告に、「荒唐無稽なる想像小説と同じからず、……今の世に住み、社会と文明との間に身を置く者は、何人といえども一読せざるべからず。」と紹介している。

## あらすじ
『タイム・マシン』の主人公は、単純に「時間旅行者」（又は「タイム・トラベラー」 The Time Traveller）と名付けられた科学者である（主人公の本名は最後まで読者に明かされないが、著名な科学者であることは登場人物たちの会話で示唆される）。友人達の前で理論を唱えた上で小型の模型を使って、時間旅行者は時間が第4の次元であり、適切な装置はこの第4の次元の中で移動できることを実演して見せ、自分自身を運搬可能な大型の時間移動装置を完成させる。その後に、彼は自分を実験台にしてすぐさま未来への旅行に出発する。
時間旅行者が到達した紀元802701年の未来世界は、イーロイ（Eloi、英語の発音では「エロイ」が近い）と自称する単一の人種が幸福に暮らす、平和で牧歌的な桃源郷の様相を呈していた。イーロイは身の丈約4フィート（約120センチ）に、ピンク色の肌と華奢な体躯、巻き毛と小さな耳と口、大きな目を持つ種族で、男女共に非常によく似た女性的な穏やかな姿をしている。イーロイは高く穏やかな声で、未知の言語をしゃべるが、知能的には退化して幼児のようであり、その生活にはいさかいも争いもないように見える。時間旅行者は、川でおぼれかけたイーロイの女性ウィーナを助けて仲良くなり、彼女を通して、あるいは自分自身の様々な体験から、次第にこの未来世界の真実を知る。
イーロイのユートピアは偽りの楽園であった。時間旅行者は、現代（彼自身の時代）の階級制度が持続した結果、人類の種族が2種に分岐した事を知る。裕福な有閑階級は無能で知性に欠けたイーロイへと進化した。抑圧された労働階級は地下に追いやられ、最初はイーロイに支配されて彼らの生活を支えるために機械を操作して生産労働に従事していたが、しだいに地下の暗黒世界に適応し、夜の闇に乗じて地上に出ては、知的にも肉体的にも衰えたイーロイを捕らえて食肉とする、アルビノの類人猿を思わせる獰猛な食人種族モーロック（Morlock）へと進化したのである。
モーロックとの死闘やウィーナの死、いくつかの探索を経て、時間旅行者は更に遠い未来へと旅立つ。滅亡しつつある地球に残る最後の生物たちを目撃した時間旅行者は、現代に帰還し、友人達にこの物語を語る。その後に再び時間旅行を試みた時間旅行者は、時の流れの中に永遠に姿を消す。

## 概要
『タイム・マシン』は社会主義に傾倒していたウェルズの政治観を反映した小説であり、彼が見た未来の世界は資本主義における階級構造の結果であると時間旅行者に語らせている。更に本作は、テア・フォン・ハルボウの小説と、その映画化作品である『メトロポリス』に影響を及ぼしたかも知れない（ウェルズ自身は『メトロポリス』を批判している）。おそらくウェルズは、本作を未来世界の厳密な予測であるとは見なしていなかった。
小説『タイム・マシン』の原文は、アメリカ、カナダ、オーストラリアの他、欧州連合でも2017年1月1日（ウェルズの没年1946年+70年の翌年）を以てパブリックドメインとなった。
『ニュー・レビュー』誌で1895年5月に連載された第11章は、あまりに過激であるとの理由により、単行本には収録されなかった。物語のこの部分は、『灰色人』 （The Grey Man）の題で別に発表された。『灰色人』は、モーロックから逃げ出した時間旅行者がタイムマシンの中で目を覚ますところから始まる。時間旅行者は場所や時代すらも不明な遠い未来の地球で、カンガルーのように跳ね回る生物が、地面から這い出た巨大なムカデに捕食される様子を目にする。このカンガルーのような生物が、イーロイの未来の形態であることが暗示される。
『タイム・マシン』の "Great Illustrated Classics" による版では、時間旅行が違法とされた、高度な文明を持つ未来社会へ時間旅行者が誤って迷い込む、オリジナルの小説にない章が含まれている。タイムマシンを没収された時間旅行者は逮捕されるが、タイムマシンを盗み出そうとするある未来人の試みの後に、時間旅行者は脱出する。

## 映画
現在までに二種類が制作されているが、どちらもアレンジ（どちらの映画でも、主人公に名前がある、エロイには言語能力が与えられているなど）が加えられている。

### 1960年
監督ジョージ・パル、ロッド・テイラー主演による1960年の映画。原作よりも冒険活劇としての性質が強められており、人類の分岐は20世紀に生じた核戦争により引き起こされたものであるとされ、劇中でエロイは英語を喋る。時間旅行者が時間の中を移動するにつれ、周囲の世界が猛烈な速度で変化していく様子は、監督が得意とする人形アニメーションと微速度撮影を組み合わせた特殊撮影で再現している。なお監督のパルは、1953年の映画『宇宙戦争』も手掛けている。

### 1977年（未制作）
日米合作映画として、東宝が1960年版の監督であったジョージ・パルと共同で制作する予定だった映画。撮影は日本で行われ、巨大なカニや蜂が登場する予定と報じられた。

### 2002年
サイモン・ウェルズ監督、ガイ・ピアース及びジェレミー・アイアンズ主演による、1960年版のリメイク。監督は原作者の曾孫にあたる。プロットに更なる改変（主人公がアメリカ人、エロイの外見がほとんどインディアンである、など）を加えられた。エロイの女性と時間旅行者の恋愛が、プロットの一部を占めている。時間移動の映像はデジタル・ドメイン社が担当。

## 日本語訳
- 『八十万年後の社会』黒岩涙香訳、1913年。
- 『タイム・マシン H・G・ウエルズ短篇集 2』 宇野利泰訳、早川書房〈ハヤカワ・SF・シリーズ3033〉、1962年5月。
- 『ウェルズSF傑作集 1』 阿部知二他訳、東京創元社〈創元SF文庫〉、1965年。のちKindle版、2012年10月。
- 『タイム・マシン』 石川年訳、角川書店〈角川文庫〉、1966年。
- 『タイム・マシン』 宇野利泰訳、早川書房〈世界SF全集2〉、1970年3月。
- 『タイム・マシン H・G・ウエルズ傑作集 2』 宇野利泰訳、早川書房〈ハヤカワ文庫〉、1978年1月。
- 『タイム・マシン 他九篇』 橋本槙矩訳、岩波書店〈岩波文庫〉、1991年5月。
- 『タイムマシン』 雨沢泰訳、偕成社〈偕成社文庫〉、1998年7月。
- 『タイムマシン』 金原瑞人訳、岩波書店〈岩波少年文庫〉、2000年11月。
- 『タイムマシン』 山形浩生訳、オンライン、2003年。のち知温書房、Kindle版 2013年4月。
- 『タイムマシン』 池央耿訳、光文社〈光文社古典新訳文庫〉Kindle版、2012年4月。

## 派生作品
- 『タイム・アフター・タイム』（Time After Time, 1979年）
アメリカ映画。『タイム・マシン』執筆前のウェルズが本物のタイムマシンを製作し、切り裂きジャック（正体はウェルズの友人である医者）がそれに乗って20世紀後半のサンフランシスコへ逃げてしまう。
- 『スペース・マシン』（The Space Machine, 1976年）
クリストファー・プリーストによるパスティーシュ。『宇宙戦争』のパスティーシュでもあり、時間旅行者の女性秘書とその恋人を主人公に、両作品世界の裏話が描かれる。
- 『タイム・シップ』
スティーヴン・バクスターによる、ウェルズの遺族公認の続編。ウィーナを救うため再び未来へ向かった時間旅行者が、前作以上に壮大な冒険を繰り広げる。